# Subdivisions de l'oblast de Moscou
L’Oblast de Moscou est situé dans le District fédéral central de la Russie. Il entoure complètement la ville de Moscou, la capitale du pays. La plupart des agences de gouvernement de l’oblast étant situées à Moscou, cette dernière ne fait pas partie de l’oblast et n’est pas considérée comme son centre administratif.
L’oblast, comme les autres Sujets fédéraux de Russie, a deux systèmes d’organisation territoriale. 
La division administrative correspond au fonctionnement de l’État (au niveau fédéral ainsi qu’au niveau de l’oblast), tandis que la division municipale correspond au système d’autogestion locale. Les deux divisions ne sont pas identiques, mais la division municipale étant fondée sur la division administrative préexistante, les différences entre les deux sont négligeables.

## Histoire
L’oblast fut créé dans le cadre de la République socialiste fédérative soviétique de Russie le 14 janvier 1929 sous le nom d'Oblast Central Industriel (ru:Центральнопромышленная область). Il comprenait les anciens gouvernements de Moscou, de Riazan, de Toula et de Tver, ainsi que des parties des gouvernements de Kalouga et de Vladimir. Le 3 juin de la même année, l’oblast prend son nom actuel. En septembre 1937, il est divisé en oblasts de Moscou, de Kalouga et de Toula, définissant ainsi ses frontières actuelles. 

## La structure de division administrative
- raïon
- villes sous l’administration de l’oblast
- Entités territoriales administraves fermées

## La structure de division municipale
- raïons municipaux
  - communautés rurales (un ou plusieurs villages)
  - communautés urbaines (une ville ou commune urbaine et les villages voisins)
- arrondissements urbains (une communauté urbaine qui ne fait pas partie d’un raïon)

## Liste des divisions administratives et municipales avant le1erjuillet 2012

Raïons administratifs de l'oblast de Moscou

| Nom                                                                   | Centre administratif | Plan                                                               | Population, en millier | Superficie  | Villes et communes urbaines sous l’administration du raïon                   | Remarques                                                                                            |
| --------------------------------------------------------------------- | -------------------- | ------------------------------------------------------------------ | ---------------------- | ----------- | ---------------------------------------------------------------------------- | --- |
| Raïons administratifs et municipaux                                   |                      |                                                                    |                        |             |                                                                              | |
| Balachikhinski                                                        | Balachikha           |                                                                    |                        |             |                                                                              | dans le système municipal, le raïon administratif correspond à l’arrondissement urbain de Balachikha |
| Tchekhovski                                                           | Tchekhov             | Map                                                                | 109,6                  | 858 km2     | Stolbovaïa                                                                   | |
| Dmitrovski                                                            | Dmitrov              | Map                                                                | 87,1                   | 2 160 km2   | Iakhroma Dedeniovo Ikcha Nekrasovski                                         | |
| Domodedovski                                                          | Domodedovo           |                                                                    |                        |             |                                                                              | dans le système municipal, le raïon administratif correspond à l’arrondissement urbain de Domodedovo |
| Istrinski                                                             | Istra                | Map                                                                | 116,2                  | 1 299 km2   | Dedovsk Snegiri                                                              | |
| Kachirski                                                             | Kachira              | Map                                                                |                        |             | Ojerelie                                                                     | |
| Klinski                                                               | Kline                | Map                                                                | 127                    | 2 001 km2   | Vysokovsk Rechetnikovo                                                       | |
| Kolomenski                                                            | Kolomna              | Map                                                                | 40,4                   | 1 091 km2   | Peski                                                                        | la ville de Kolomna ne fait pas partie du raïon                                                      |
| Krasnogorski                                                          | Krasnogorsk          | Map                                                                | 150,25                 | 220 km2     | Nakhabino                                                                    | |
| Léninski                                                              | Vidnoïe              | Map,                                                               | 131                    | 456 km2     | Moskovski Gorki Leninskie                                                    | |
| Lotochinski                                                           | Lotochino            | Map                                                                | 18,1                   | 1 km2       |                                                                              | |
| Loukhovitski                                                          | Loukhovitsy          | Map                                                                | 64,3                   | 1 340,6 km2 | Beloomout                                                                    | |
| Liouberetski                                                          | Lioubertsy           | Map                                                                | 255,7                  | 150 km2     | Kraskovo Malakhovka Oktiabrski Tomilino                                      | |
| Mojaïski                                                              | Mojaïsk              | Map                                                                | 70,2                   | 2 599 km2   | Uvarovka                                                                     | |
| Mytichtchinski                                                        | Mytichtchi           | Map                                                                | 185,5                  | 440 km2     | Pirogovski                                                                   | |
| Naro-Fominski                                                         | Naro-Fominsk         | Map                                                                | 121,2                  | 1 929 km2   | Aprelevka Vereïa Kalininets Kievski Kokochkino Seliatino                     | |
| Noguinski                                                             | Noguinsk             |                                                                    | 193,6                  | 892,89 km2  | Elektroougli Staraïa Koupavna Imeni Vorovskogo Oboukhovo                     | |
| Odintsovski                                                           | Odintsovo            | « Map »(Archive.org • Wikiwix • Archive.is • Google • Que faire ?) | 285                    | 1 260 km2   | Golitsyno Koubinka Bolchie Viaziomy Lesnoï Gorodok Novoivanovskoïe Zaretchie | |
| Oziorski                                                              | Oziory               | Map                                                                | 39,5                   | 538,4 km2   |                                                                              | |
| Orekhovo-Zouïevski                                                    | Orekhovo-Zouïevo     | Map                                                                | 120,5                  | 1 779 km2   | Drezna Kourovskoïe Likino-Douliovo                                           | la ville d’Orekhovo-Zouïevo ne fait pas partie du raïon                                              |
| Pavlovo-Possadski                                                     | Pavlovski Possad     | Map                                                                | 82,2                   | 570 km2     | Elektrogorsk Bolchie Dvory                                                   | la ville d’Elektrogorsk est un arrondissement urbain indépendant dans le système municipal           |
| Podolski                                                              | Podolsk              | Map                                                                | 75,5                   | 1 063 km2   | Lvovski                                                                      | la ville de Podolsk ne fait pas partie du raïon                                                      |
| Pouchkinski                                                           | Pouchkino            |                                                                    | 163,4                  | 634 km2     | Achoukino Tcherkizovo Lesnoï Pravdinski Sofrino Zelenogradski                | |
| Ramenski                                                              | Ramenskoïe           |                                                                    | 211                    | 1 500 km2   | Bykovo Ilinski Kratovo Rodniki Oudelnaïa                                     | |
| Rouzski                                                               | Rouza                | Map                                                                | 69                     | 1 559 km2   | Toutchkovo                                                                   | |
| Serguievo-Possadski                                                   | Serguiev Possad      | Map                                                                | 113,5                  | 2 025 km2   | Khotkovo Krasnozavodsk Peresvet Bogorodskoïe Skoropouskovski                 | |
| Serebriano-Proudski                                                   | Serebrianye Proudy   | Map                                                                | 25                     | 876 km2     |                                                                              | |
| Serpoukhovski                                                         | Serpoukhov           | Map                                                                | 33,7                   | 1 016 km2   | Obolensk (Оболенск) Proletarski                                              | la ville de Serpukhov ne fait pas partie du raïon                                                    |
| Chatourski                                                            | Chatoura             | Map                                                                | 72,1                   | 2 715 km2   | Tcherousti Micheronski                                                       | |
| Chakhovskoï                                                           | Сhakhovskaïa         | Map                                                                | 24,9                   | 1 211 km2   |                                                                              | |
| Chtchiolkovski                                                        | Chtchiolkovo         | Map                                                                | 190,4                  | 807 km2     | Lossino-Petrovski Frianovo Monino Sverdlovski Zagorianski                    | la ville de Lossino-Petrovski est un arrondissement urbain indépendant dans le système municipal     |
| Solnetchnogorski                                                      | Solnetchnogorsk      | Map                                                                | 125                    | 1 149 km2   | Andreïevka Mendeleïevo Povarovo Rjavki                                       | |
| Stoupinski                                                            | Stoupino             | Map                                                                | 110                    | 1 690 km2   | Malino Mikhnevo Jiliovo                                                      | |
| Taldomski                                                             | Taldom               | Map                                                                | 45,5                   | 1 400 km2   | Severny Verbilki Zaproudnia                                                  | |
| Volokolamski                                                          | Volokolamsk          | Map                                                                | 31,4                   | 1 671 km2   | Sytchiovo                                                                    | |
| Voskresenski                                                          | Voskresensk          | Map                                                                | 150                    | 811 km2     | Belooziorski Imeni Tsiouroupy Khorlovo                                       | |
| Iegorievski                                                           | Iegorievsk           | Map                                                                | 104,6                  | 1 729 km2   | Riazanovski                                                                  | |
| Zaraïski                                                              | Zaraïsk              | Map                                                                | 42                     | 968 km2     |                                                                              | |
| Villes sous l’administration de l’oblast / Arrondissements urbains    |                      |                                                                    |                        |             |                                                                              | |
| Bronnitsy                                                             | Bronnitsy            | Map                                                                |                        |             |                                                                              | |
| Tchernogolovka                                                        |                      |                                                                    |                        |             |                                                                              | |
| Dolgoproudny                                                          | Dolgoproudny         | Map                                                                |                        |             |                                                                              | |
| Domodedovo                                                            | Domodedovo           | Map                                                                |                        |             |                                                                              | |
| Doubna                                                                | Doubna               | Map                                                                |                        |             |                                                                              | |
| Dzerjinski                                                            | Dzerjinski           | Map                                                                |                        |             |                                                                              | |
| Elektrostal                                                           | Elektrostal          | Map                                                                |                        |             |                                                                              | |
| Friazino                                                              | Friazino             | Map                                                                |                        |             |                                                                              | |
| Ivanteïevka                                                           | Ivanteïevka          | Map                                                                |                        |             |                                                                              | |
| Khimki                                                                | Khimki               | « Map »(Archive.org • Wikiwix • Archive.is • Google • Que faire ?) |                        |             |                                                                              | |
| Klimovsk                                                              | Klimovsk             | Map                                                                |                        |             |                                                                              | |
| Kolomna                                                               | Kolomna              | Map                                                                |                        |             |                                                                              | |
| Koroliov                                                              | Koroliov             | Map                                                                |                        |             |                                                                              | |
| Kotelniki                                                             | Kotelniki            | Map                                                                |                        |             |                                                                              | |
| Krasnoarmeïsk                                                         | Krasnoarmeïsk        | Map                                                                |                        |             |                                                                              | |
| Lobnia                                                                | Lobnia               | Map                                                                |                        |             |                                                                              | |
| Lytkarino                                                             | Lytkarino            | Map                                                                |                        |             |                                                                              | |
| Orekhovo-Zouïevo                                                      | Orekhovo-Zouïevo     | Map                                                                |                        |             |                                                                              | |
| Podolsk                                                               | Podolsk              | Map                                                                |                        |             |                                                                              | |
| Protvino                                                              | Protvino             | Map                                                                |                        |             |                                                                              | |
| Pouchtchino                                                           | Pouchtchino          | Map                                                                |                        |             |                                                                              | |
| Reoutov                                                               | Reoutov              | Map                                                                |                        |             |                                                                              | |
| Rochal                                                                | Rochal               | Map                                                                |                        |             |                                                                              | |
| Chtcherbinka                                                          |                      |                                                                    |                        |             |                                                                              | |
| Serpoukhov                                                            | Serpoukhov           | Map                                                                |                        |             |                                                                              | |
| Troïtsk                                                               | Troïtsk              | Map                                                                |                        |             |                                                                              | |
| Ioubileïny                                                            | Ioubileïny           | Map                                                                |                        |             |                                                                              | |
| Jeleznodorojny                                                        |                      |                                                                    |                        |             |                                                                              | |
| Joukovski                                                             | Joukovski            | Map                                                                |                        |             |                                                                              | |
| Zvenigorod                                                            | Zvenigorod           | Map                                                                |                        |             |                                                                              | |
| Entités territoriales administraves fermées / Arrondissements urbains |                      |                                                                    |                        |             |                                                                              | |
| Krasnoznamensk                                                        |                      |                                                                    |                        |             |                                                                              | |
| Molodiojny                                                            |                      |                                                                    |                        |             |                                                                              | |
| Voskhod                                                               |                      |                                                                    |                        |             |                                                                              | |